# Liste des ambassadeurs de Belgique en Estonie
L’ambassadeur de Belgique en Estonie est le représentant légal le plus important de la Belgique auprès du gouvernement estonien. Il n'est pas résident depuis 2015, auparavant, il était basé à Tallinn (2005-2015).

## Ambassadeurs successifs
| Début            | Fin      | Ambassadeur          | Résidence | Observations                                             |
| ---------------- | -------- | -------------------- | --------- | -------------------------------------------------------- |
| 1992             | 2000     | Jacques Ivan D’Hondt | ?         | -                                                        |
| 2000             | 2002     | Louis Mouraux        | ?         | -                                                        |
| 2003             | 2004     | Johan van Dessel     | ?         | -                                                        |
| 2004             | 2008     | Pierre Dubuisson     | Tallinn   | Ouverture de l'ambassade de Belgique le 7 mai 2005.      |
| 2008             | 2012     | Nicolaas Buyck       | Tallinn   | -                                                        |
| 2012             | 2015     | Marc Thunus          | Tallinn   | Fermeture de l'ambassade de Belgique le 28 février 2015. |
| 17 novembre 2015 | en cours | Philippe Beke        | Helsinki  | -                                                        |